# Débora Falabella
Débora Lima Falabella (Belo Horizonte, 22 de febrero de 1979) es una actriz brasileña, conocida por sus trabajos en cine, televisión y teatro.
Ha protagonizado telenovelas de Rede Globo como Niña moza y Avenida Brasil y tuvo actuaciones destacadas en El clon, Señora del destino, Dos caras y Escrito en las estrellas.

## Primeros años
Nació en la ciudad de Belo Horizonte, en el estado de Minas Gerais. Es hija del actor de teatro Rogério Falabella, quien por mucho años trabajó para la cadena televisiva TV Italcolomi —ahora desaparecida— y de la cantante lírica María Olympia. Desde pequeña mostró interés por la actuación y empezó a participar en obras de teatro. A los catorce años tuvo su primera intervención actoral de manera profesional en la obra Flicts, del escritor Ziraldo.
En su adolescencia continuó la actuación en diversas obras dramáticas y fue una de las protagonistas de la novela juvenil Chiquititas, motivo por el cual vivió un tiempo en Argentina para el rodaje de la historia.

## Carrera artística
Tras cumplir la mayoría de edad ingresó a la universidad para estudiar Publicidad, pero abandonó la carrera por la llegada de mejores ofertas. En un casting de actores mineros consiguió un contrato con la cadena televisiva de Brasil, Rede Globo, en una de las temporadas de la serie juvenil Malhação de 1998. Por esta razón se trasladó a Río de Janeiro, y eventualmente, participó en tres capítulos de la miniserie Mulher de 1999. Después de culminar la grabación de Mulher volvió a su ciudad natal para seguir actuando en teatro.
En 2001 empezó a trabajar en la telenovela Un ángel cayó del cielo de Rede Globo, donde interpretó a Cuca. Posteriormente fue convocada para formar parte del elenco principal de la telenovela El clon, y a pesar de estar entre actores conocidos, la joven actriz llamó la atención por su actuación en el rol de la ingenua Mel, y le valió el premio como mejor actriz revelación en el Domingão do Faustão.
Falabella también se destaca por sus intervenciones en películas como Françoise donde fue premiada como mejor actriz en los Festivales de Gramado y Brasilia, además recibe una mención honrosa en el Festival de Río BR 2001; Dois Perdidos numa Noite Suja, una película de 2002 dirigida por José Joffily, por la que ganó premios a la mejor actriz en los Cinema Brasil y los Candango Trophy; 2003 Lisbela e o Prisioneiro, 2004 Cazuza, ese mismo año también protagonizó la comedia romántica, junto al actor Rodrigo Santoro, A Dona da História, del director Daniel Filho.
En 2006 protagoniza la novela nominada al Emmy Niña moza y la miniserie JK,  también trabaja en la película 5 Mentiras. 2007 el director Daniel Filho, la llama de nuevo para que protagonice la cinta Primo Basilio, donde de nuevo Débora destaca en la actuación.
En 2011, interpreta a Clarisse uno de los personajes principales, en la serie ganadora a los premios Emmy, la mujer invisible, y protagoniza de nuevo junto Santoro las cintas, Meu País y Homens de Bem.
En 2012 regresa de nuevo en las telenovelas, protagonizando con Cauã Reymond la producción televisiva más exitosa Avenida Brasil, y obtiene varias nominaciones como mejor actriz protagónica. En 2014 interpreta a Ray la novia de un asesino en serie, que padece un trastorno llamado borderline, en Ojos sin culpa de la autora Gloria Pérez, también se destaca interpretando a Julieta en la tercera temporada de la serie As canalhas del canal GNT. 2016 protagoniza Nada será como antes  y la película O filho eterno, 2017 es la villana Irene en Querer sin límites, donde gana el premio a mejor actriz de reparto en los Domingão do Faustão, y protagoniza la película O beijo no asfalto.
En 2018 trabaja en la miniserie nominada al Emmy
Se eu fechar os olhos agora, 2019 es la periodista y activista Natalie en la serie Aruanas. 2021 Interpreta a Dani en la película Después dicen que la loca soy yo, estrenada en Amazon prime video. 2022 Protagoniza junto al actor Argentino Dario Grandinetti, el filme La Residencia.

## Vida privada
En 2005 se casó con Eduardo Hipolitho (más conocido como Chuck), vocalista de la banda Forgotten Boys y tuvieron una hija llamada Nina. Cinco años después se separaron. En 2012 se reencontró con el actor Murilo Benício, con quien había trabajado en la telenovela El clon, e inició un noviazgo al final de la telenovela Avenida Brasil y se terminó en el 2019.

## Filmografía

### Televisión
| Televisión | Televisión                  | Televisión                                                | Televisión             |
| ---------- | --------------------------- | --------------------------------------------------------- | ---------------------- |
| Año        | Título                      | Papel                                                     | Notas                  |
| 1998       | Malhação                    | Antônia                                                   | participación especial |
| 1999       | Mulher                      | Ana                                                       | participación especial |
| 2000       | Chiquititas Brasil          | Estrela                                                   | protagonista           |
| 2001       | Um anjo caiu do céu         | Cuca de Montaltino Medeiros                               | protagonista           |
| 2001       | El clon                     | Mel Ferraz                                                | coprotagonista         |
| 2003       | Agora é que são elas        | Léo (Leonarda Mendes Galvão)                              |                        |
| 2003       | Casseta & planeta, urgente! | de sí misma                                               | participación especial |
| 2004       | Um só coração               | Rachel Rosenberg                                          |                        |
| 2004       | Señora del destino          | Duda (María Eduarda de Andrade e Couto Ferreira da Silva) | coprotagonista         |
| 2006       | JK                          | Sarah Lemos Kubitschek                                    | protagonista           |
| 2006       | Niña moza                   | Sinhá Moça / (María das Graças Ferreira)                  | protagonista           |
| 2006       | Sitcom.br                   |                                                           | participación especial |
| 2007       | Dos caras                   | Julia de Queiroz Barreto                                  | coprotagonista         |
| 2008       | Episódio especial           | de sí misma                                               | participación especial |
| 2009       | Som & fúria                 | Sarah                                                     |                        |
| 2010       | Escrito en las estrellas    | Beatriz Cristina Tavares de Miranda                       | antagonista            |
| 2011       | Cuchicheos                  | Isabel Campos Dimery                                      | participación especial |
| 2011       | A mulher invisível          | Clarisse                                                  | protagonista           |
| 2011       | Homens de bem               | Mary                                                      | protagonista           |
| 2012       | Avenida Brasil              | Nina/Rita                                                 | protagonista           |
| 2014       | Ojos sin culpa              | Ray                                                       | protagonista           |
| 2015       | As Canalhas                 | Julieta                                                   | protagonista           |
| 2016       | Nada Será Como Antes        | Verónica                                                  | protagonista           |
| 2017       | Querer sin Límites          | Irene Steiner / Solange Lima                              | antagonista            |
| 2018       | Se eu fechar os olhos agora | Isabel Marques Torres                                     | antagonista            |
| 2019       | Aruanas                     | Natalie                                                   | protagonista           |
| 2023       | Tierra de deseos            | Lucinda do Carmo Amorim                                   |                        |
| 2023       | Fim                         | Irene                                                     | coprotagonista         |

### Cine

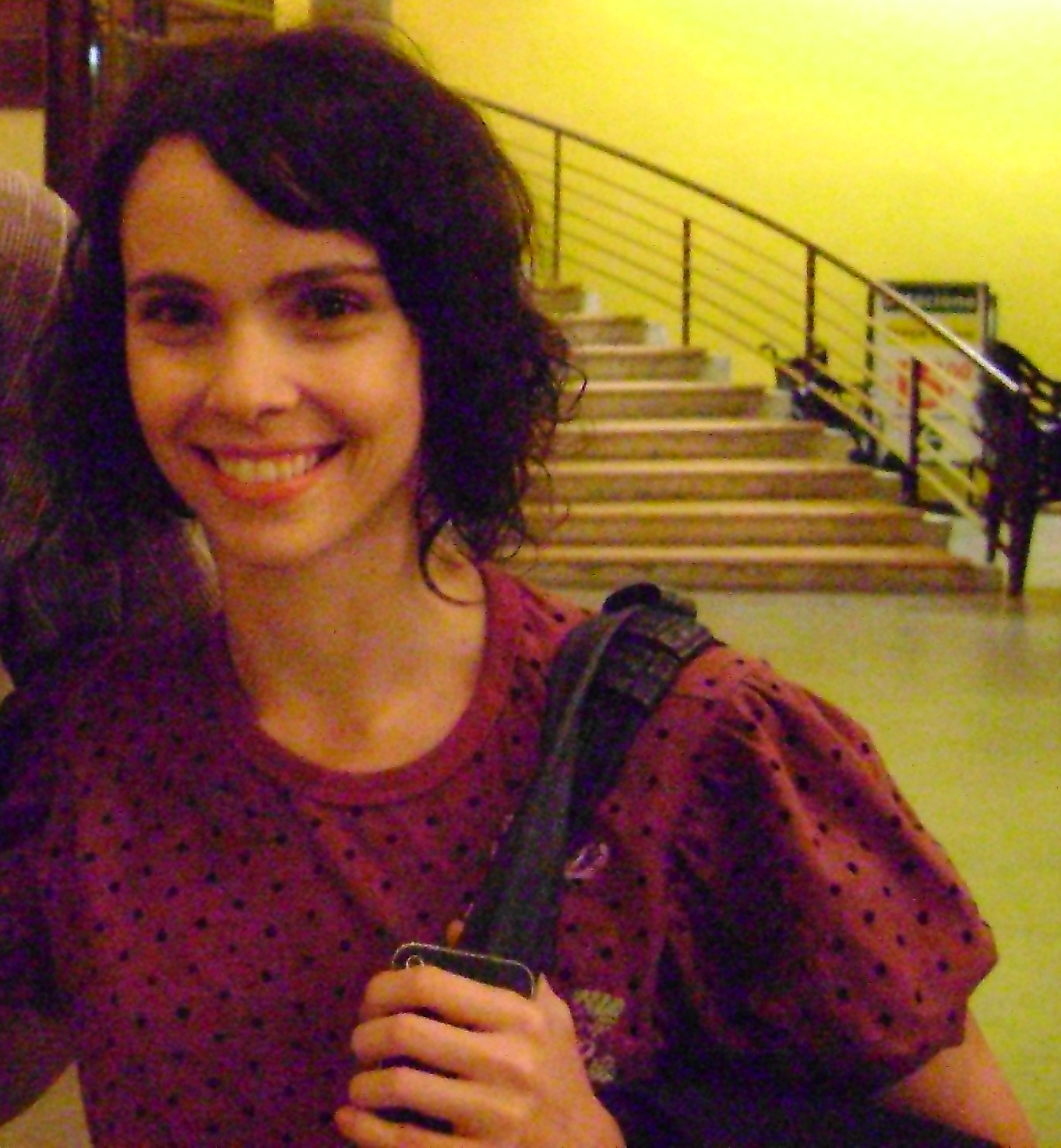
Falabella en 2012

| Cine | Cine                         | Cine                 | Cine |
| ---- | ---------------------------- | -------------------- | ---- |
| Año  | Título                       | Papel                |      |
| 2001 | Françoise                    | Françoise            |      |
| 2002 | 2 perdidos numa noite suja   | Paco (Rita)          |      |
| 2003 | Lisbela e o prisioneiro      | Lisbela              |      |
| 2003 | Looney Tunes: back in action | Kate (doblaje)       |      |
| 2004 | Cazuza - O tempo não pára    | Dani (Denise Dumont) |      |
| 2004 | A dona da história           | Carolina (joven)     |      |
| 2006 | 5 mentiras                   | Chucky               |      |
| 2007 | Primo Basilio                | Luísa                |      |
| 2008 | La dolorosa                  | Miranda              |      |
| 2008 | Quarto 38                    | Simone               |      |
| 2009 | Doce amargo                  | Moira / Moema        |      |
| 2011 | Meu país                     | Manuela              |      |
| 2016 | O Filho Eterno               | Cláudia              |      |
| 2017 | O beijo no asfalto           | Selminha             |      |
| 2018 | Todo o Clichê de Amor        | Hellen               |      |

### Teatro
| Obra                              | Guion y dirección                                            |
| O amor e outros estranhos rumores | Murilo Rubião, dirección de Yara de Novaes                   |
| A serpiente                       | Nelson Rodrigues, dirección de Yara de Novães                |
| Noites brancas                    | Fédor Dostoievski, dirección de Yara de Novaes               |
| O continente negro                | Marco Antonio de la Parra, dirección de Aderbal Freire Filho |
| Flicts                            | Ziraldo                                                      |

## Premios y nominaciones
- 2001: Mejor actriz en el festival Premiere Brasil por Françoise.
- 2001: Mejor actriz de cortometraje en el festival Golden Kikito por Françoise.
- 2001: Mejor actriz de cortometraje en los premios Candango Trophy por Françoise.
- 2001: Revelación del año en el premio Domingão Faustão por El clon.
- 2002: Mejor actriz en los premios Candango Trophy por Dois perdidos numa noite suja.
- 2002: Mejor actriz en los Cinema Brazil Grand Prize por Dois perdidos numa noite suja.
- 2003: Nominada a la mejor pareja romántica por Agora que são elas.
- 2004: Nominada al premio Contigo mejor actriz por Senhora do destino.
- 2007: Nominada al premio Contigo mejor actriz por Duas caras.
- 2007: Nominada al premio Contigo mejor pareja romántica por Duas caras.
- 2012: Nominada al Meus Prêmios Nick actriz favorita por Avenida Brasil.
- 2013: Nominada al premio Melhores do Año (TV Globo) como mejor actriz en una telenovela, por Avenida Brasil.
- 2013: Nominada al Premio Contigo! de televisión como mejor actriz protagónica por Avenida Brasil.
- 2017: Mejor actriz de reparto en los premios Domingão Faustão por Querer sin límites